# لیز کامبج
الیزابت فولاک کمبیج (لیز کامبیج/ Liz Cambage) زاده ۱۸ اوت ۱۹۹۱ یک بسکتبالیست حرفه ای استرالیایی است که آخرین بار برای لس آنجلس اسپارکس اتحادیه ملی بسکتبال زنان (WNBA) بازی کرد. کامبیج با قامتی ۶٫۹ فوتی معادل ۲۰۶ سانتی‌متر یکی از قدبلندترین زنان جهان می‌باشد. او در حال حاضر با عملکرد ۵۳ امتیازی خود در برابر نیویورک لیبرتی در ۱۷ ژوئیه ۲۰۱۸، رکورد گلزنی جهان را در تک بازی WNBA را دارد.
او بین سال‌های ۲۰۰۹ تا ۲۰۲۱ برای تیم ملی استرالیا، اوپال بازی کرد و مدال طلای بازی‌های مشترک المنافع ۲۰۱۸، نقره جام جهانی ۲۰۱۸ و برنز بازی‌های المپیک ۲۰۱۲ را کسب کرد. او بین سال‌های ۲۰۰۹ تا ۲۰۲۱ برای تیم ملی استرالیا، اوپال بازی کرد و مدال طلای بازی‌های مشترک المنافع ۲۰۱۸، نقره جام جهانی ۲۰۱۸ و برنز بازی‌های المپیک ۲۰۱۲ را کسب کرد.

## اوایل زندگی
کامبیج در لندن از پدری نیجریه ای و مادری استرالیایی به دنیا آمد. وقتی کامبیج سه‌ماهه بود پدر و مادرش از هم جدا شدند و او با مادرش به استرالیا رفت. خانواده اول که در عدن در نیو ساوت ولز مستقر شدند، هنگامی که کامبیج ۱۰ ساله بود به ملبورن نقل مکان کردند و بعداً به شبه جزیره مورنینگتون رفتند.
کامبیج ۲٫۰۶ متر (۶ فوت ۹ اینچ) قد دارد و جزو بلند قامت‌ترین زنان جهان می‌باشد. در مدرسه دربارهٔ قدش مسخره می‌شد. در سن ده سالگی او ۱٫۸۳ متر (۶ فوت ۰ اینچ) قد داشت و در ۱۴ سالگی به ۱٫۹۶ متر (۶ فوت ۵ اینچ) رسید.
او با توجه به هیکل درشتی که داشت بسکتبال را به پیشنهاد مادرش در ۱۰ سالگی شروع کرد.

## شغل حرفه ای
کامبیج در بسکتبال در موقعیت مرکزی بازی می‌کند. در سال ۲۰۰۹، او در مسابقات قهرمانی ملی زیر ۲۰ سال استرالیا بازی کرد، و ABC پیشنهاد کرد که او می‌تواند لورن جکسون بعدی باشد. تنها بازیکنان بین‌المللی که در آن زمان از قد کمبیج پیشی گرفتند مارگو دیدک با ۲٫۱۸ متر (۷ فوت ۲ اینچ) و سو گه با قد ۲٫۰۵ متر (۶ فوت ۸+۱/۲ اینچ) بودند.

### WNBL (لیگ ملی بسکتبال بانوان)
کامبیج بسکتبال نوجوانان خود را با Dandenong Rangers بازی کرد و برای فصل ۲۰۰۷–۲۰۰۸ به تیم WNBL آنها پیوست. در سال ۲۰۰۷، او بورسیه تحصیلی مؤسسه ورزش استرالیا (AIS) را پذیرفت و برای تیم AIS مستقر در کانبرا، در لیگ ملی بسکتبال زنان (WNBL) بازی کرد، و بقیه را برای سال ۲۰۰۷ بازی کرد. -۰۸ فصل و فصل بعدی در آگوست ۲۰۲۰، کامبیج به WNBL بازگشت و با ساوتساید فلایرز برای فصل ۲۰۲۰–۲۱ قرارداد امضا کرد.

### WNBA (اتحادیه ملی بسکتبال بانوان)
در مارس ۲۰۱۱، کامبیج تمایلی به بازی برای تیم اتحادیه ملی بسکتبال زنان (WNBA) که او را به نام Tulsa Shock آماده کرده بود.

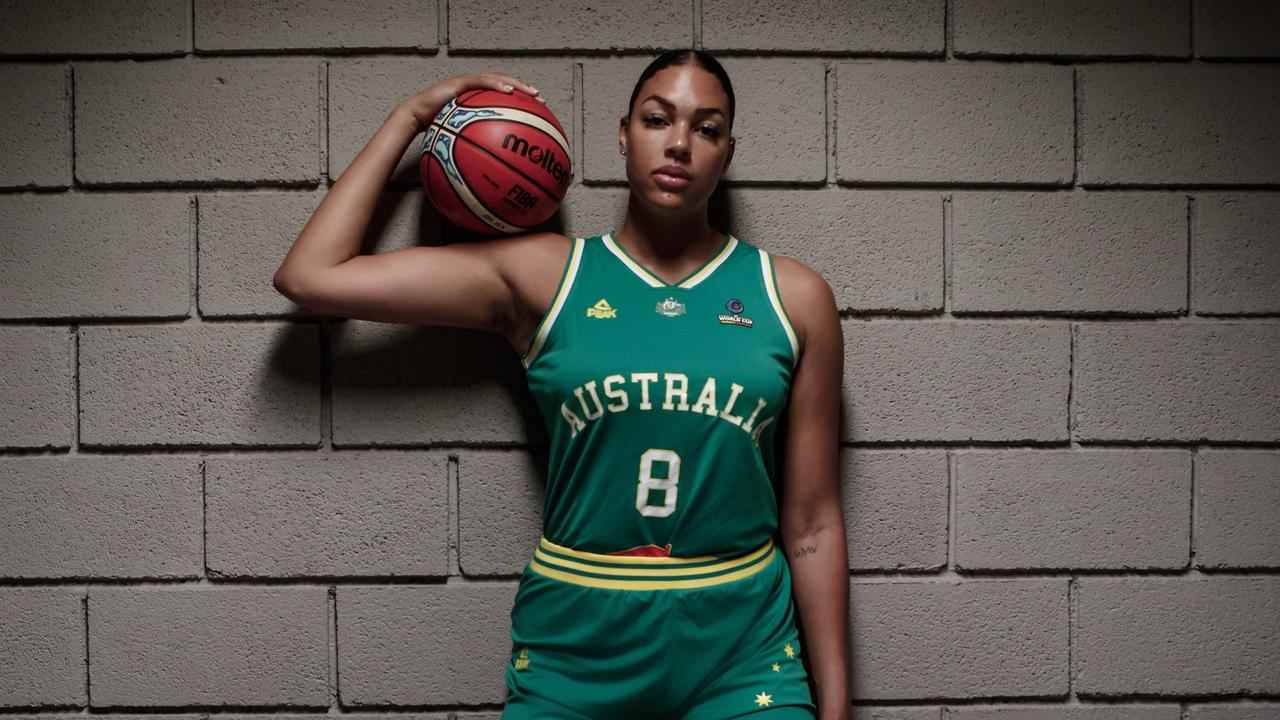

او در سال ۲۰۱۱ در مسابقات ستارگان WNBA بازی کرد. بازی.[۱۷]
Liz Cambage 2011 WNBA All Star VIP Party
پس از بازی‌های المپیک تابستانی ۲۰۱۲، کامبیج قرار بود به ایالات متحده برگردد تا فصل WNBA را با شوک تولسا تکمیل کند، اما صبح روز ۲۷ اوت ۲۰۱۲ اعلام کرد که قرار بود پروازش را ترک کند و برای پایان کار برنمی‌گردد. فصل ۲۰۱۲ نماینده او بیانیه ای منتشر کرد که می‌گوید او پس از بازی برای تیم ملی خسته شده بود.[۱۸]
کامبیج برای فصل ۲۰۱۳ برای شوک بازی کرد، اما پنج سال بعد به WNBA بازنگشت.[۱۹] در فوریه ۲۰۱۸، او قراردادی چند ساله با دالاس وینگز امضا کرد.[۲۰]

#### چین
در ژوئن ۲۰۱۲، کامبیج با باشگاه بسکتبال Zheijang Chouzhou در چین قرارداد امضا کرد، بنا بر گزارش‌ها دستمزد او ۴۰۰٬۰۰۰ دلار بود که او را به یکی از پردرآمدترین بسکتبالیست‌های زن در جهان تبدیل کرد.
[۲۱] با این حال، در مقاله‌ای در روزنامه استرالیایی The Age که در ۸ مارس ۲۰۱۹ منتشر شد، کامیج از پرداخت غرامت ضعیف و ناتوانی در پرداخت وام مسکن خود ابراز تاسف کرد و خاطرنشان کرد که از سپتامبر ۲۰۱۸ پس از مصدومیتی که او را از بازی در چین منع کرده بود، پول دریافت نکرده بود.
از او نقل شده‌است که: خنده‌دار است، ما این همه فداکاری را برای ملت خود انجام می‌دهیم، اما آیا در آخر روز به درستی از ما مراقبت می‌شود؟[۲۲]

#### بازگشت به WNBA
در فوریه ۲۰۱۸، کامبیج قراردادی چند ساله با دالاس وینگز امضا کرد.[۲۳] در ۱۷ ژوئیه ۲۰۱۸، در بازی مقابل لیبرتی نیویورک، کامبیج با ۵۳ امتیاز رکورد WNBA را به دست آورد.
وینگز بازی را با نتیجه ۱۰۴–۸۷ برد.[۲۴] کامبیج در بازی همه ستاره‌های WNBA 2018 انتخاب شد و این دومین حضور او در همه ستاره‌ها شد. پس از عملکرد ۵۳ امتیازی خود، او ۳۵ امتیاز را در پیروزی ۹۰–۸۱ مقابل واشینگتن میستیک به دست آورد و آن را به بالاترین امتیاز دو بازی در تاریخ لیگ تبدیل کرد.
[۲۵] در پایان فصل، کامبیج در گلزنی لیگ را رهبری کرد و وینگز با رکورد ۱۵–۱۹ به عنوان شماره ۸ لیگ به پایان رسید. در بازی حذفی دور اول، وینگز با نتیجه ۱۰۱–۸۳ مغلوب فینیکس مرکوری شد.
در ۲۲ ژانویه ۲۰۱۹، کامبیج از وینگز درخواست داد و ستد کرد.[۲۶] در ۱۶ مه ۲۰۱۹ او به لاس وگاس Aces معامله شد.
در طول فصل ۲۰۱۹، کامبیج به عنوان بازی ستاره‌ها انتخاب شد و سومین حضور او در همه ستاره‌ها شد. در پایان فصل، Aces با نتیجه ۲۱–۱۳ به پایان رسید و رتبه ۴ را به پایان رساند و در دور دوم خداحافظی کرد. در بازی حذفی دور دوم، Aces پس از شکست دادن شیکاگو اسکای، ۹۳–۹۲، در بازی هم تیمی Dearica Hamby که در آن او با یک توپ ربایی وارد شد و یک پرتاب سه امتیازی باور نکردنی از نیمه را به ثمر رساند، به نیمه نهایی صعود کرد.
در نیمه نهایی، مرحله پلی آف آس‌ها به پایان رسید زیرا آنها در چهار بازی مغلوب قهرمان نهایی، واشینگتن میستیک شدند.
در ۵ ژوئیه ۲۰۲۰، اعلام شد که کامبیج به دلیل نگرانی‌های سلامتی و عوامل خطر موجود پیرامون همه‌گیری COVID-19 پس از ارزیابی توسط پزشک تیم، فصل 2020 WNBA را ترک خواهد کرد.[۲۷][۲۸] بدون کمبیج، آس‌ها فصل را با نتیجه ۱۸–۴ با رتبه اول در فصل کوتاه ۲۲ بازی به پایان رساندند، آنها به فینال رسیدند اما توسط طوفان سیاتل شکسته شدند.
در ۲۳ مه ۲۰۲۱، در جریان بازی مقابل کانکتیکات سان، کورت میلر، مربی حریف، داور را برای یک تماس ناخوشایند روی کامبیج لابی کرد، در حالی که به‌طور اغراق‌آمیزی ادعا کرد که کامبیج «۳۰۰ پوند» است. کامبیج با پستی در اینستاگرام پاسخ داد و از کرت میلر، مربی کانکتیکات سان خواست که او را «مرد سفیدپوست کوچک» خطاب کند.[۲۹]
در ۲۶ ژوئیه ۲۰۲۲، کمبیج توسط اسپارکس به‌طور توافقی بازیکن آزاد شد.[۳۰]

#### پایان دوران WNBA
روز دوشنبه، ۱۵ اوت ۲۰۲۲، کامبیج در پستی در اینستاگرام خود اعلام کرد که از لیگ کناره‌گیری می‌کند. آخرین تیمی که لیز کمبیج تا زمان استعفا در آن بازی کرد، لس آنجلس اسپارکس است.
او پس از گزارش‌هایی مبنی بر نارضایتیش از تیم اسپارکس، آن را ترک کرد. وقتی لیز تیم را ترک کرد، برخی از تحلیلگران می‌گویند که خروج او می‌تواند پایان دوران حرفه ای او در WNBA باشد.

### دوران تیم ملی
در سال ۲۰۰۹، کامبیج عضو تیم ملی زنان نوجوان استرالیا بود که مدال طلا را در سری مسابقات مقدماتی جهانی اقیانوسیه، و مدال نقره جام ویلیام جونز در تایوان را به دست آورد. سال بعد، او عضو تیم نوجوانان زنان استرالیا بود که در مسابقات جهانی تایلند شرکت کرد.
اولین دعوت او به تیم ملی بزرگسالان در سال ۲۰۰۸ بود، [۷] و او اولین بازی خود را برای اوپال‌های استرالیا در سال ۲۰۰۹ در یک سری آزمایشی مقابل چین انجام داد. [۳۳] او در سومین بازی این سری بازی کرد. ۳۴] در ۲ سپتامبر ۲۰۰۹، او در کانبرا میزبان بازی برگشت مقابل نیوزیلند در مسابقات قهرمانی اقیانوسیه، [۳۵] و عضو تیم زنان بزرگسال استرالیا بود که مدال طلا را در سری مسابقات جهانی اقیانوسیه کسب کرد.[۳۱] او در سال ۲۰۱۰ دوباره به عضویت تیم ملی درآمد.[۳۶] در ژوئن ۲۰۱۰، کری گراف، مربی تیم ملی، او را به عنوان یکی از چهار بازیکن قدرتمندی که استرالیا را در تور چین، ایالات متحده و اروپا نمایندگی می‌کرد، در نظر گرفت.[۳۷] در سال ۲۰۱۰، او در مسابقات بسکتبال دعوتی سالامانکا در اسپانیا شرکت کرد. تیم او اسپانیا را ۸۵–۶۴ شکست داد. آنها آمریکا را هم شکست دادند. او در بازی مقابل اسپانیا ۲۰ امتیاز به دست آورد.
در سال ۲۰۱۰، او عضو تیم ملی بزرگسالان زنان بود که در مسابقات قهرمانی جهان در جمهوری چک شرکت کرد.[۷][۳۲] او برای موفقیت تیم مهم بود.[۶][۳۹] در ژوئیه ۲۰۱۰، او در یک اردوی آموزشی چهار روزه و یک مسابقه آزمایشی بازی مقابل ایالات متحده در کانکتیکات شرکت کرد، [۳۷] اما به دلیل تعهدات WNBA، سری مسابقات مقدماتی المپیک را در ژوئیه ۲۰۱۱ از دست داد.[۱۷] با این وجود، او در سال ۲۰۱۲ به تیم ملی بسکتبال زنان استرالیا معرفی شد.[۴۰]
در فوریه ۲۰۱۲، او در لیست کوتاهی از ۲۴ بازیکن واجد شرایط برای نمایندگی استرالیا در المپیک ۲۰۱۲ لندن قرار گرفت.[۴] در اواخر آوریل و اوایل ماه مه ۲۰۱۲، او یکی از چهار بازیکن «بزرگ» استرالیایی بود که در یک اردوی تمرینی ویژه برای تیم شرکت کرد، [۸] و در اردوی تیم ملی که از ۱۴ تا ۱۸ می ۲۰۱۲ در استرالیا برگزار شد شرکت کرد. مؤسسه ورزش.[۳۹] اگر استرالیا در لندن ایالات متحده را شکست دهد، کمبیج به عنوان یک مؤلفه کلیدی در نظر گرفته می‌شد.[۴۱] در بازی‌های المپیک ۲۰۱۲ در ۲ اوت، کامبیج با موفقیت بسکتبال را با یک دست در پیروزی ۷۰–۶۶ مقابل روسیه غرق کرد. کامبیج و اوپال‌ها در لندن با پیروزی ۸۳–۷۴ مقابل روسیه به مدال برنز دست یافتند.
درست قبل از مسابقات قهرمانی جهانی ۲۰۱۴، او تاندون آشیل خود را پاره کرد که باعث شد او هشت ماه زمان بازی را از دست بدهد.
در المپیک ۲۰۱۶ در ریو، او گلزن برتر و ریباندر تیمی بود که به یک چهارم نهایی رسید. او همچنین بخشی از تیم استرالیا بود که در بازی‌های مشترک المنافع ۲۰۱۸ طلا گرفت.

### تهمت نژادپرستی
کامبیج به تیم ملی المپیک توکیو معرفی شد اما در ژوئیه ۲۰۲۱، کمتر از دو هفته قبل از مسابقات، از این تیم کنار رفت. او اظهار داشت که این به دلیل مسائل مربوط به سلامت روان است. در ماه مه ۲۰۲۲، فاش شد که کامبیج در طی یک بازی تمرینی پیش از المپیک، بازیکنان تیم نیجریه را مورد آزار نژادپرستانه قرار داده‌است، بازیکنان را «میمون» خطاب کرده و به بازیکنان نیجریه گفته‌است «به کشور جهان سوم خود برگردید». او بعداً مشخص شد که بازیکنان تیم نیجریه را با آرنج و سیلی زده‌است که باعث شد بازی تمرینی لغو شود.

### وضعیت فصول در تیم‌ها
| Year   | Team             | GP  | GS  | MPG  | FG%  | 3P%  | FT%  | RPG | APG | SPG | BPG | TO  | PPG   |
| ------ | ---------------- | --- | --- | ---- | ---- | ---- | ---- | --- | --- | --- | --- | --- | ----- |
| ۲۰۱۱   | Tulsa            | ۳۳  | ۱۱  | ۲۰٫۰ | .۵۱۱ | .۰۰۰ | .۷۹۴ | ۴٫۷ | ۰٫۵ | ۰٫۸ | ۰٫۹ | ۲٫۳ | ۱۱٫۵  |
| ۲۰۱۳   | Tulsa            | ۲۰  | ۱۶  | ۲۵٫۰ | .۵۶۱ | .۰۰۰ | .۷۷۶ | ۸٫۳ | ۱٫۱ | ۰٫۵ | ۲٫۴ | ۳٫۱ | ۱۶٫۳  |
| ۲۰۱۸   | Dallas           | ۳۲  | ۳۲  | ۲۹٫۵ | .۵۸۹ | .۳۲۴ | .۷۳۸ | ۹٫۷ | ۲٫۳ | ۰٫۴ | ۱٫۶ | ۲٫۷ | ۲۳٫۰° |
| ۲۰۱۹   | Las Vegas        | ۳۱  | ۲۹  | ۲۵٫۳ | .۴۹۹ | .۱۶۷ | .۷۵۳ | ۸٫۱ | ۲٫۱ | ۰٫۵ | ۱٫۵ | ۲٫۲ | ۱۵٫۸  |
| ۲۰۲۱   | Las Vegas        | ۲۵  | ۲۴  | ۲۳٫۸ | .۵۴۳ | .۳۵۷ | .۷۱۰ | ۸٫۲ | ۱٫۵ | ۰٫۷ | ۱٫۶ | ۱٫۸ | ۱۴٫۲  |
| ۲۰۲۲   | Los Angeles      | ۲۵  | ۲۴  | ۲۳٫۴ | .۵۰۹ | .۲۸۶ | .۷۸۴ | ۶٫۴ | ۲٫۱ | ۰٫۶ | ۱٫۶ | ۲٫۳ | ۱۳٫۰  |
| Career | 6 years, 4 teams | ۱۶۷ | ۱۳۷ | ۲۴٫۵ | .۵۳۹ | .۲۸۰ | .۷۵۸ | ۷٫۵ | ۱٫۶ | ۰٫۷ | ۱٫۶ | ۲٫۴ | ۱۵٫۸  |

- مشارکت‌کنندگان ویکی‌پدیا. «Liz Cambage». در دانشنامهٔ ویکی‌پدیای انگلیسی، بازبینی‌شده در ۲۵ مه ۲۰۲۱.